# Ambikapur
Ambikapur (hindi अम्बिकापुर, trl. Aṁbikāpur) – miasto w środkowo-wschodnich Indiach, w północnej części stanu Ćhattisgarh, w dystrykcie Surguja, około 260 km w linii prostej na północny wschód od stolicy stanu – Rajpuru. Jest siedzibą administracyjną dystryktu.
W 2011 było dziewiątym pod względem liczby ludności miastem w stanie, najludniejszym w dystrykcie. Zamieszkiwało je 112 449 osób, co stanowiło ok. 4,8% ludności dystryktu. Mężczyźni stanowili 51,9% populacji, kobiety 48,1%. Umiejętność pisania posiadało 88,29% mieszkańców w przedziale od siedmiu lat wzwyż, przy czym odsetek ten był wyższy u mężczyzn – 92,84%. Wśród kobiet wynosił 83,41%. Dzieci do lat sześciu stanowiły 11,9% ogółu mieszkańców miasta. W strukturze wyznaniowej przeważali hinduiści – 79,07%. Islam deklarowało 11,46%; 8,21% liczyła społeczność chrześcijan, 0,91% sikhów, 0,19% dźinistów, 0,05% buddystów. Około 15,8% mieszkańców miasta żyło w slumsach.
Nazwa miasta pochodzi od imienia bogini Ambiki – głównej postaci miejscowego kultu. Ambikapur położone jest na średniej wysokości 623 m n.p.m.